# Cueva de Coímbre
La cueva de Coímbre también conocida como de Las Brujas está situada en Besnes -en el valle formado por este río, tributario del Cares- encontrándose a 1 km de Niserias y muy cerca de Alles, capital del concejo asturiano de Peñamellera Alta.

## Historia
En la cueva, conocida desde antiguo, dos jóvenes de Alles, Miguel Gutiérrez y Luis Noriega, descubrieron en el año 1971 varias manifestaciones de arte rupestre paleolítico. Este arte está compuesto en su totalidad por grabados de cronología magdaleniense distribuidos en distintas zonas de la Sala principal de la cueva, y que fueron estudiados de manera preliminar por J. A. Moure Romanillo y G. Gil Álvarez. En la gran sala, sobre un gran bloque desprendido, está grabado un gran bisonte de 1,24 metros de largo. La técnica de esta representación es el grabado profundo, casi semejando un bajo relieve. Tras una primera fase de estudio del arte parietal, a comienzos de la década de 1970, la cueva de Coímbre permaneció sin un análisis más profundo y sin realizarse excavaciones hasta el año 2008, fecha en la que se realiza la primera campaña en la cueva.

## Excavaciones
Desde 2008 hasta 2012, un equipo de arqueólogos realizó una primera fase de excavaciones en la cueva, poniendo al descubierto varios niveles que constatan distintas ocupaciones humanas a lo largo del Paleolítico superior. 
En concreto se descubrieron  ocupaciones de distintas fases del Magdaleniense (inferior, medio y superior) y del Gravetiense.